# أندري نيكيتين (لاعب كرة قدم)
أندري نيكيتين (بالأوكرانية: Нікітін Андрій Дмитрович)‏ هو لاعب كرة قدم أوكراني في مركز حراسة المرمى، ولد في 8 يناير 1972 في لوهانسك في أوكرانيا. لعب مع زوريا لوهانسك.

## وصلات خارجية
- أندري نيكيتين على موقع اتحاد أوكرانيا (الإنجليزية)
- أندري نيكيتين على موقع قاعدة بيانات كرة القدم.إي يو (الإنجليزية)